# PASSION (EARTHSHAKERのアルバム)
『PASSION』（パッション）は、EARTHSHAKERの4枚目のオリジナル・アルバム。

## 概要
バンド初のセルフプロデュース作品。
アメリカ合衆国・ロサンゼルスのヴィレッジ・スタジオでレコーディングされ、レコーディング・エンジニアとして、「ラット」のチーフ・エンジニアとして知られている、ジム・ファラーシが参加した。
2007年3月7日には、廉価盤として再発売した。
2010年10月6日には、メンバー立会いのもと、リマスタリングを行い、1985年のミニ・アルバム『EXCITING MINI 2』の収録曲をボーナス・トラックとして追加し、SHM-CD仕様で再発売した。
2017年11月8日には、Blu-spec CD仕様で再発売した。

## 収録曲
（全作詞：西田昌史）
1. COME ON
  - 作曲：石原慎一郎
2. THE NIGHT WE HAD
  - 作曲：西田昌史
3. CAN'T STOP LOVING(君がゆれる)
  - 作曲：石原慎一郎
4. WHISKY AND WOMAN
  - 作曲：甲斐貴之
5. HUNGRY DOLL
  - 作曲：石原慎一郎
6. HEAVY DANCE
  - 作曲：石原慎一郎
7. 流れた赤い血はなぜ!
  - 作曲：石原慎一郎
8. SWEET HARD ON
  - 作曲：西田昌史
9. ありがとう君に
  - 作曲：西田昌史
10. LOVE DREAMER※2010年盤のみ
  - 作曲：西田昌史
11. TAKE MY HEART※2010年盤のみ
  - 作曲：甲斐貴之
12. 夢の果てを (REMIX VERSION)※2010年盤のみ
13. WALL (REMIX VERSION)※2010年盤のみ